# Октябрьское сельское поселение (Тюкалинский район)
Октябрьское се́льское поселе́ние — муниципальное образование в Тюкалинском районе Омской области Российской Федерации.
Административный центр — посёлок Октябрьский.

## История
Статус и границы сельского поселения установлены Законом Омской области от 30 июля 2004 года № 548-ОЗ «О границах и статусе муниципальных образований Омской области».

## Население
| 2010  | 2011  | 2012  | 2013  | 2014  | 2015  | 2016  |
| ----- | ----- | ----- | ----- | ----- | ----- | ----- |
| 1193  | ↘1189 | ↗1199 | ↗1218 | ↗1223 | ↘1204 | ↘1200 |
| 2017  | 2018  | 2019  | 2020  | 2021  | 2023  |       |
| ↘1191 | ↘1183 | ↘1174 | ↘1138 | ↘1089 | ↘1065 |       |

## Состав сельского поселения
| № | Населённый пункт | Тип населённого пункта          | Население |
| - | ---------------- | ------------------------------- | --------- |
| 1 | Октябрьский      | посёлок, административный центр | ↘1065     |